# Kim Seung-gyu
Kim Seung-gyu (kor. 김승규; * 30. September 1990 in Ulsan) ist ein südkoreanischer Fußballspieler.

## Karriere

### Verein
Kim Seung-gyu erlernte das Fußballspielen in der Jugendmannschaft von Ulsan Hyundai. Hier unterschrieb der Torwart 2008 auch seinen ersten Vertrag. Der Verein aus Ulsan spielte in der ersten Liga des Landes, K League 1. 2011 und 2013 wurde er mit Ulsan Vizemeister. 2011 gewann man den Koreanischen Ligapokal. Den Gewinn der AFC Champions League feierte er mit Ulsan 2012. Nach 114 Erstligaspielen wechselte er 2016 nach Japan. Hier nahm ihn Vissel Kōbe unter Vertrag. Der Klub aus Kōbe spielte in der ersten japanischen Liga, der J1 League. Für Kōbe stand er 107 Mal in der ersten Liga im Tor. Mitte 2019 ging er für den Rest des Jahres zu seinem ehemaligen Verein Ulsan Hyundai. Mit Ulsan wurde er 2019 Vizemeister. Kashiwa Reysol, ein japanischer Erstligist aus Kashiwa verpflichtete ihn Anfang 2020. Mit Kashiwa feierte er 2020 die Vizemeisterschaft. Für Kashiwa stand er 72-mal in der Liga zwischen dem Pfosten. Im Sommer 2022 ging der Torhüter nach Saudi-Arabien. Hier schloss er sich dem Erstligisten al-Shabab an.

### Nationalmannschaft
Seit 2013 ist Kim Seung-gyu für die Südkoreanische A-Nationalmannschaft aktiv und absolvierte bisher 65 Länderspiele. Er gewann in dieser Zeit drei Mal die Ostasienmeisterschaft und absolvierte außerdem eine Partie bei der Weltmeisterschaft 2014 in Brasilien.

## Erfolge
Ulsan Hyundai
- Koreanischer Ligapokalsieger: 2011
- AFC Champions League: 2012

Nationalmannschaft
- Ostasienmeister: 2015, 2017, 2019